# オーストリアにおける死刑
オーストリアにおける死刑（オーストリアにおけるしけい）では、オーストリアにおける死刑について解説する。

## 歴史
オーストリアは近代になってから死刑制度の廃止と復活を繰り返している。
これはドイツ第三帝国との併合や戦後処理の問題など第二次世界大戦による複雑な事情によるものである。
- 1919年に最初の死刑廃止が行われる。
- 1933年～1945年にかけて死刑制度が復活し、ギロチンによる死刑が行われていた。
- 1945年にはギロチンが廃止され絞首刑が復活
- 1950年3月24日に最後の死刑を執行
- 1950年6月30日に一般犯罪に対して死刑が廃止された。
- 1968年2月のすべての犯罪に対して廃止された。
- 1984年に人権と基本的自由の保護のための条約を批准
- 1993年に国際人権規約を批准

## 執行方法
- 1919年まで絞首刑
- 1933年～1945年：ギロチン
- 1945年～1950年：絞首刑

## 死刑執行人
詳細は死刑執行人#オーストリアを参照